# Mass Appeal: Best of Gang Starr
Mass Appeal: Best of Gang Starr – kompilacja "największych przebojów" hip-hopowej grupy Gang Starr.

## Lista utworów

### CD 1
1. "Manifest"
2. "Step In the Arena"
3. "Put Up Or Shut Up" (gościnnie: Krumbsnatcha)
4. "Skills"
5. "Code of the Streets"
6. "Ex-Girl To Next Girl"
7. "Soliloquy of Chaos"
8. "The Militia" (gościnnie: Big Shug & Freddie Foxxx)
9. "Above the Clouds" (gościnnie: Inspectah Deck)
10. "Check The Technique"
11. "Royalty" (gościnnie: K-Ci & Jojo)
12. "Lovesick"
13. "Take It Personal"
14. "Now You're Mine"
15. "Just To Get A Rep"
16. "B.Y.S."
17. "Mass Appeal"
18. "DWYCK" (gościnnie: Nice & Smooth)
19. "Tha Squeeze"
20. "Natural"

### DVD (limitowana edycja)
1. "Step In The Arena"
2. "Just To Get A Rep"
3. "Ex Girl to the Next Girl"
4. "Take It Personal"
5. "Code of the Streets"
6. "Mass Appeal"
7. "The Militia"
8. "Full Clip"
9. "Discipline" (gościnnie: Total)
10. "Nice Girl, Wrong Place"
11. "Skillz"